# Монарда

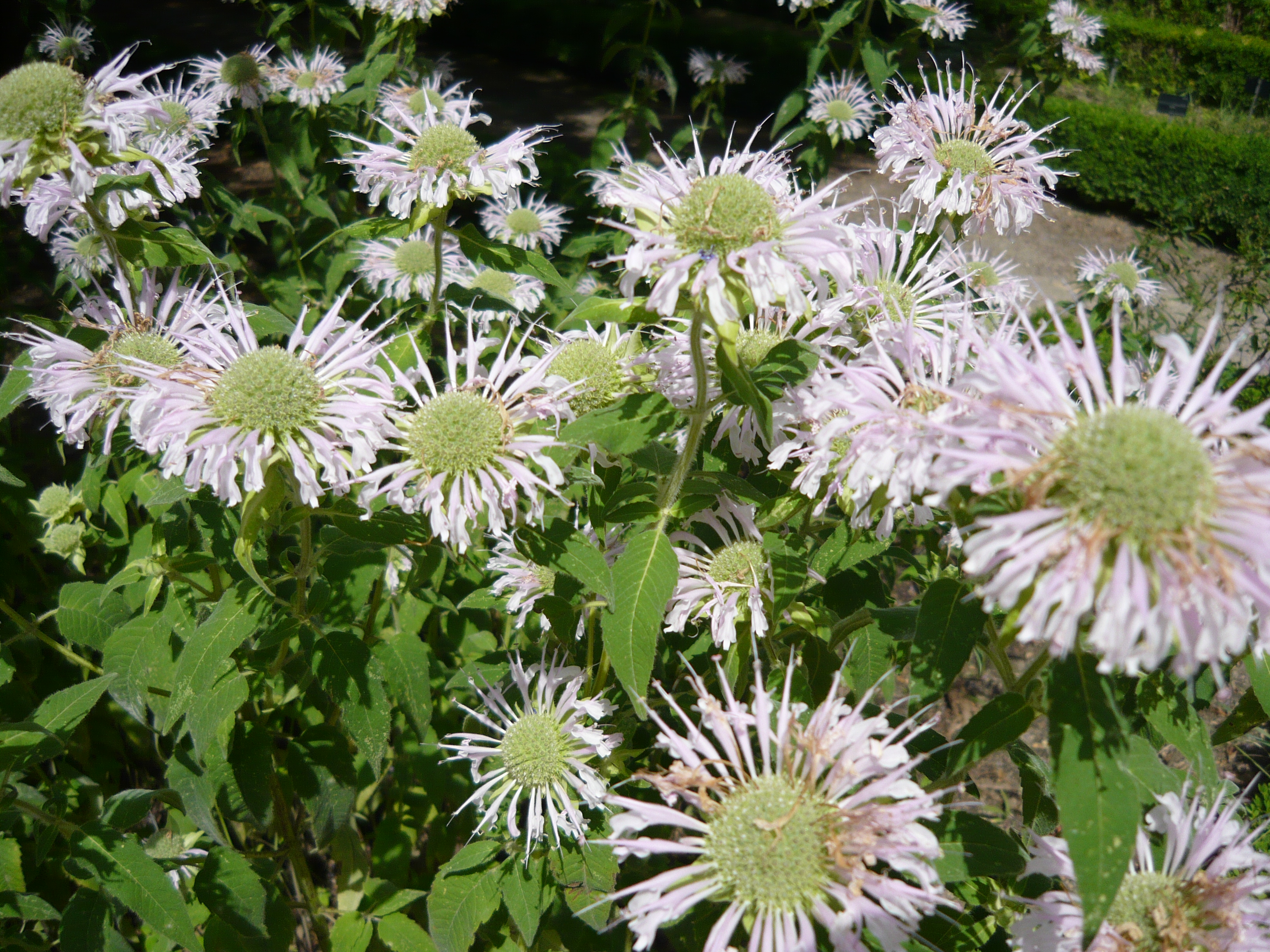
Monarda fistulosa

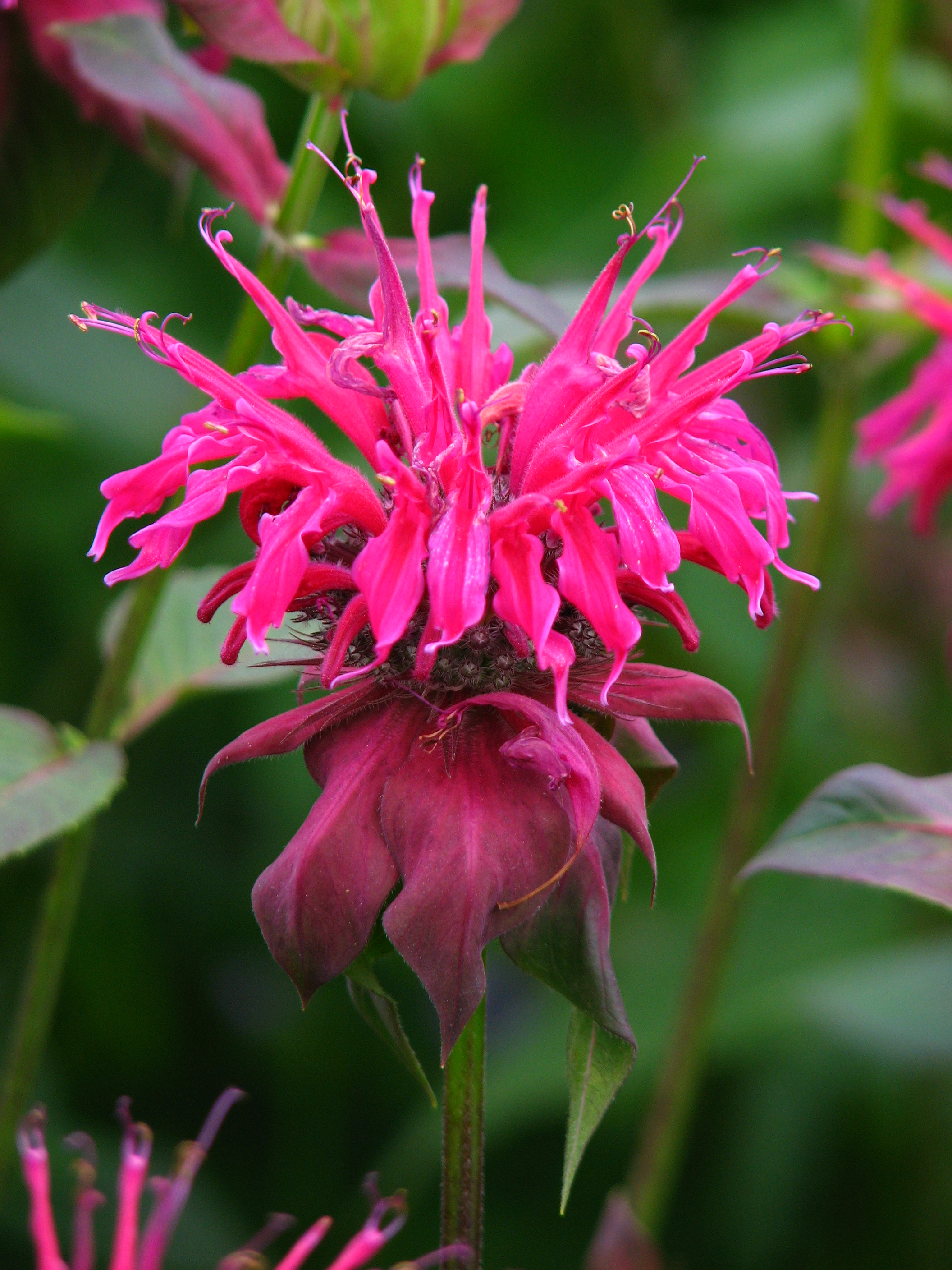
Сорт Монарди 'Panorama'

Монарда (лат. Monarda L.) (Червона рута) — рід рослин родини губоцвіті. Включає близько 20 видів. Батьківщина — Північна Америка. Використовується як декоративна рослина. Карл Лінней назвав рід на честь ботаніка Ніколаса Монардеса.

## Ботанічний опис
Однорічні та кореневищні багаторічні рослини. Однорічні стебла жорсткі, прямі, гілчасті, з зубчастим продовгувато-яйцеподібним або ланцетними листками, суцвіття — головки або китиці білих, червоних, лілових чи жовтуватих квітів, що пахнуть м'ятою. Квітують літом, рясно плодоносять.
Добре ростуть на сонячних місцях та у затінку (на півдні напівтінь створює оптимальні умови для росту і накопичення ефірних олій). Віддає перевагу легким вапняковим ґрунтам, на важких, кислих, чи болотистих розвивається слабо. Потрібно вибирати ділянки, захищені від холодних північних вітрів та з достатньою кількістю вологи. Добре реагують на органічні та мінеральні добрива. В посушливих умовах культивують зі зрошенням. У середній смузі зимують без накриття.
Розмножують, в основному, діленням, зрідка насінням, так як при цьому можливе розщеплення, особливо у сортів. Ділення найкраще проводити весною. Багаторічні рослини дають 15 саджанців і більше з 2-3 стеблами. Насіння висівають весною в рядки чи холодні парники та пікірують. Цвітіння спостерігається на 2-й рік вегетації. На постійне місце розсаду висаджують на півдні через 45-50 днів після пікірування (зазвичай у травні), у середній смузі восени. На одному місці культивують до 5 років. Висаджують групами у міксбордерах, кам'янистих садах, використовують на зріз.

## Види
Рід налічує близько 20 видів:
1. Monarda bartlettii Standl.
2. Monarda bradburiana L.C.Beck – Монарда хаотична
3. Monarda citriodora Cerv. ex Lag. – Монарда лимонна
4. Monarda clinopodia L.
5. Monarda clinopodioides A.Gray
6. Monarda didyma L. – Монарда двійчаста - невибагливий, кореневищний багаторічник, з численними прямими стеблами до 70-100 см (на Південному березі Криму -до 120) висотою,з ланцетним, загостреним світло-зеленим листям.Квіти трубчасті,дрібні, малинові і лілові,в головчастих суцвіттях. Цвіте у липні-серпні, на півдні - в червні - липні. Часто культивують сорти: Сансет (Sunset), з пурпуровими квітами та Роуз Квін (Rose Queen), з рожевими квітами та ін.
7. Monarda eplingiana Standl.
8. Monarda fistulosa L. – Монарда трубчастатиповий[4]. — Стебла численні, до 80-90 см висотою.Листя продовгувато-ланцетне. Квіти пурпурові в головчастих суцвіттях. Цвіте в липні - серпні, на півдні - в червні - липні.
9. Monarda fruticulosa Epling
10. Monarda humilis (Torr.) Prather & J.A.Keith
11. Monarda lindheimeri Engelm. & A.Gray ex A.Gray
12. Monarda luteola Singhurst & W.C.Holmes
13. Monarda maritima (Cory) Correll
14. Monarda media Willd.
15. Monarda × medioides W.H.Duncan
16. Monarda pectinata Nutt. – Монарда гребенева
17. Monarda pringlei Fernald
18. Monarda punctata L. – Монарда плямиста
19. Monarda russeliana Nutt. ex Sims
20. Monarda stanfieldii Small
21. Monarda viridissima Correll